# Rafael Carioca
Rafael de Souza Pereira dit Rafael Carioca, né le 18 juin 1989 à Rio de Janeiro, est un footballeur international brésilien qui évolue au poste de milieu défensif au Tigres UANL.

## Palmarès

### En club
- Atlético Mineiro
  - Championnat du Minas Gerais (2): 2015 et 2017.
  - Coupe du Brésil (1): 2014.